# Shunt intrahépatique par voie transjugulaire
 (juin 2016).
Si vous disposez d'ouvrages ou d'articles de référence ou si vous connaissez des sites web de qualité traitant du thème abordé ici, merci de compléter l'article en donnant les références utiles à sa vérifiabilité et en les liant à la section « Notes et références ».
Pour les articles homonymes, voir Shunt.
Un shunt intrahépatique par voie transjugulaire (en anglais Transjugular intrahepatic portosystemic shunt communément abrégé en TIPS ou TiPSS) est un canal artificiel créé dans le foie entre la veine porte et une veine sus-hépatique. Il est créé par voie endovasculaire (en passant par les vaisseaux sanguins) à partir de la veine jugulaire interne.
Ce shunt est créé pour traiter l'hypertension portale (qui est souvent dû à une fibrose du foie - cirrhose) qui conduit fréquemment sans traitement à des hémorragies digestives (par suite du saignement de varices œsophagiennes et gastriques) ou à l'accumulation de liquide dans l'abdomen (ascite).

## Mécanisme d'action
Le shunt diminue la résistance vasculaire due au foie et provoque donc une diminution de la pression veineuse portale. Cela réduit les risques hémorragiques et ralentit la production d'ascite quoique cet avantage puisse prendre des semaines ou des mois à se produire.

## Implantation
Le shunt est généralement créé par un médecin radiologue interventionnel ou un hépatologue sous contrôle radioscopique. L'accès au site se fait au niveau du cou par la veine jugulaire. Une fois l'accès créé, un guide est descendu pour faciliter la création du shunt. Cela permet au radiologue d'accéder à la veine hépatique du patient par la veine cave supérieure, l'oreillette droite et la veine cave inférieure. Le shunt est créé en perforant avec une aiguille spéciale le foie dans sa partie centrale pour relier une branche de la veine sus-hépatique à une branche de la veine porte. Le canal pour le shunt est ensuite créé en gonflant un ballon d'angioplastie dans le foie, le long du trajet créé par l'aiguille. Le shunt est complété en plaçant un tube grillagé spécial connu sous le nom de stent ou endograft pour maintenir le chenal ouvert entre la zone porte à pression plus élevée et la veine hépatique.
Après implantation, un contrôle radiographique est fait pour vérifier le bon placement de l'endoprothèse. On fait des mesures de pression dans la veine porte et la veine cave inférieure.

## Utilisation dans le syndrome hépatorénal
Le TIPS a montré quelques promesses pour les patients présentant un syndrome hépatorénal.

## Complications
Les effets indésirables classiques sont l'encéphalopathie hépatique (par effet shunt du foie) et l'insuffisance cardiaque droite (par augmentation du retour veineux).
Une complication de hernie ombilicale a été récemment rapportée[réf. souhaitée].